# Марта Карчевич
Марта Карчевич (пол. Marta Karczewicz) — польська винахідниця, яка працює над створенням технології, що дає можливість у тисячу разів стискати відеофайли без помітного погіршення якості зображення. Її ім'я фігурує у понад 400 заявках на патенти, з яких майже 130 отримали європейські патенти.

## Біографія
У 1988/1989 навчальному році Марта Карчевич, як одна з переможниць польської олімпіади з математики, одержала грант від фірми Nokia на дослідження в галузі стиснення сигналів та зображень в Університеті Тампере в Фінляндії. Там вона почала працювати над розробкою технології стиснення відеоданих, що базується на усуненні зайвої або повторюваної інформації, використовуючи подібність у послідовних кадрах фільму. Марта Карчевич запатентувала фільтр розблокування, який згладжує пікселі на різких контурах. У фірмі Nokia вона пропрацювала декілька років і захистила докторську дисертацію.
У 2006 році Карчевич переїхала до Сан-Дієго, де у фірмі Qualcomm продовжила свої дослідження в галузі високоефективного відеокодування (H.265, HEVC). Вона є віце-президентом з питань технологій у Qualcomm Technologies, де працює над універсальним кодуванням відео (H.266, VVC) — новим стандартом стиснення відео, який запроваджений у 2020 році.
Для відтворення відео в режимі реального часу з високою чіткістю сучасна інфраструктура телекомунікацій повинна забезпечувати пропускну здатність пристороїв понад 30 гігабіт за секунду. Сьогодні більшість будинків та мобільних телефонів отримують через інтернет дані, які дають можливість відображати відео мініатюрного розміру з низькою роздільною здатністю. В той час як на практиці більшість домашніх пристроїв — комп'ютерів, телевізорів, планшетів, телефонів — можуть відтворювати зображення значно більшого розміру, незважаючи на скромні можливості інтернету. Цю можливість забезпечує арсенал прийомів стиснення даних, започаткованих докторкою Мартою Карчевич.
Робота Марти Карчевич сприяла створенню стандарту розширеного кодування відео (Advanced Video Coding, AVC), який сьогодні широко використовується і робить можливим транслювання високоякісних фільмів. За свою роботу щодо стиснення відео Марта Карчевич була номінована на премію «Європейський винахідник 2019» (European Inventor Award 2019) як одна з трьох фіналісток у категорії Досягнення за все життя.

## Патенти
- Інтерполяція, визначена швидкістю спотворення, для кодування відео на основі фіксованого фільтра або адаптивного фільтра (EP2304961)[4]
- Адаптивний коефіцієнт сканування при кодуванні відео (EP2165542)[5]
- Ефективні значущі коефіцієнти кодування в масштабованих відеокодеках (EP2074828)[6]